# LXFactory
 (octobre 2023).
LXFactory (ou LX Factory) est un espace commercial et artistique situé à Lisbonne, juste en dessous des arches du pont du 25 Avril, dans le quartier d'Alcântara. Se trouvant dans une ancienne zone industrielle de la capitale portugaise, la structure a été rénovée en 2008 et représente aujourd'hui l'un des projets d'innovation culturelle les plus créatifs de la ville.

## Histoire
C'est en 1846 que la Companhia de Fiação e Tecidos Lisbonense, l'un des plus importants complexes manufacturiers de Lisbonne, s'installe à Alcântara. Cette zone industrielle de 23 000 m² a été, dans les années suivantes, occupée par la Société industrielle du Portugal et des Colonies, typographie Anuário Comercial de Portugal et Gráfica Mirandela. En 2005, Mainsite, une société immobilière, décide d'acheter et de revitaliser le lieu, qui renaît en 2008 comme une « fabrique » de créativité et d'expériences. Les entrepôts et espaces industriels ont été conservés, et des entreprises du secteur des arts les ont ensuite convertis en boutiques, cafés, bars, boîtes et restaurants. Comptant désormais plus de 50 boutiques, galeries d'art, graphistes, designers et créatifs divers, LX Factory Lisboa a réussi sa reconversion, étant surnommé Lisbon Art District et est devenu un endroit à succès et branché de la capitale.

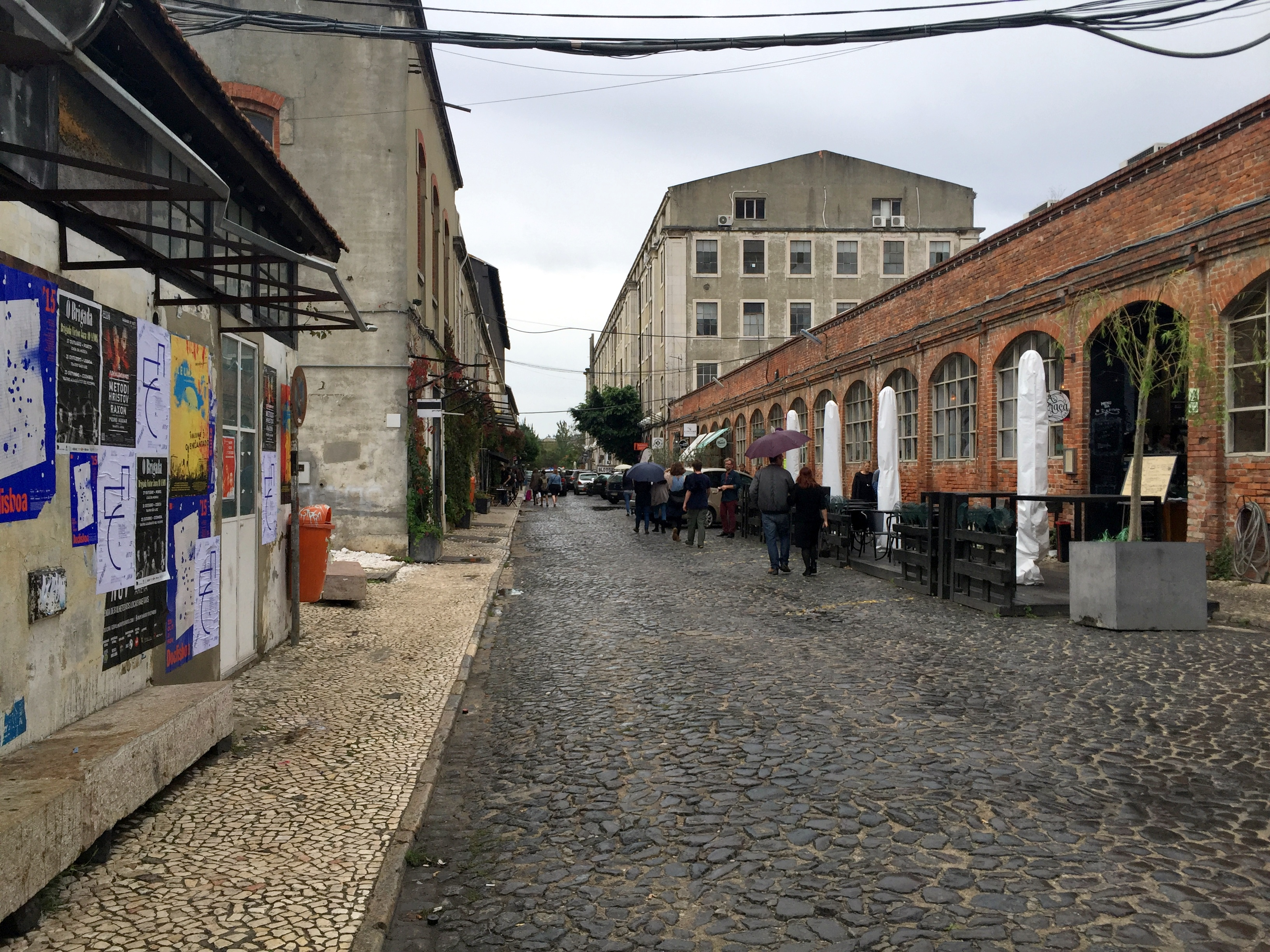
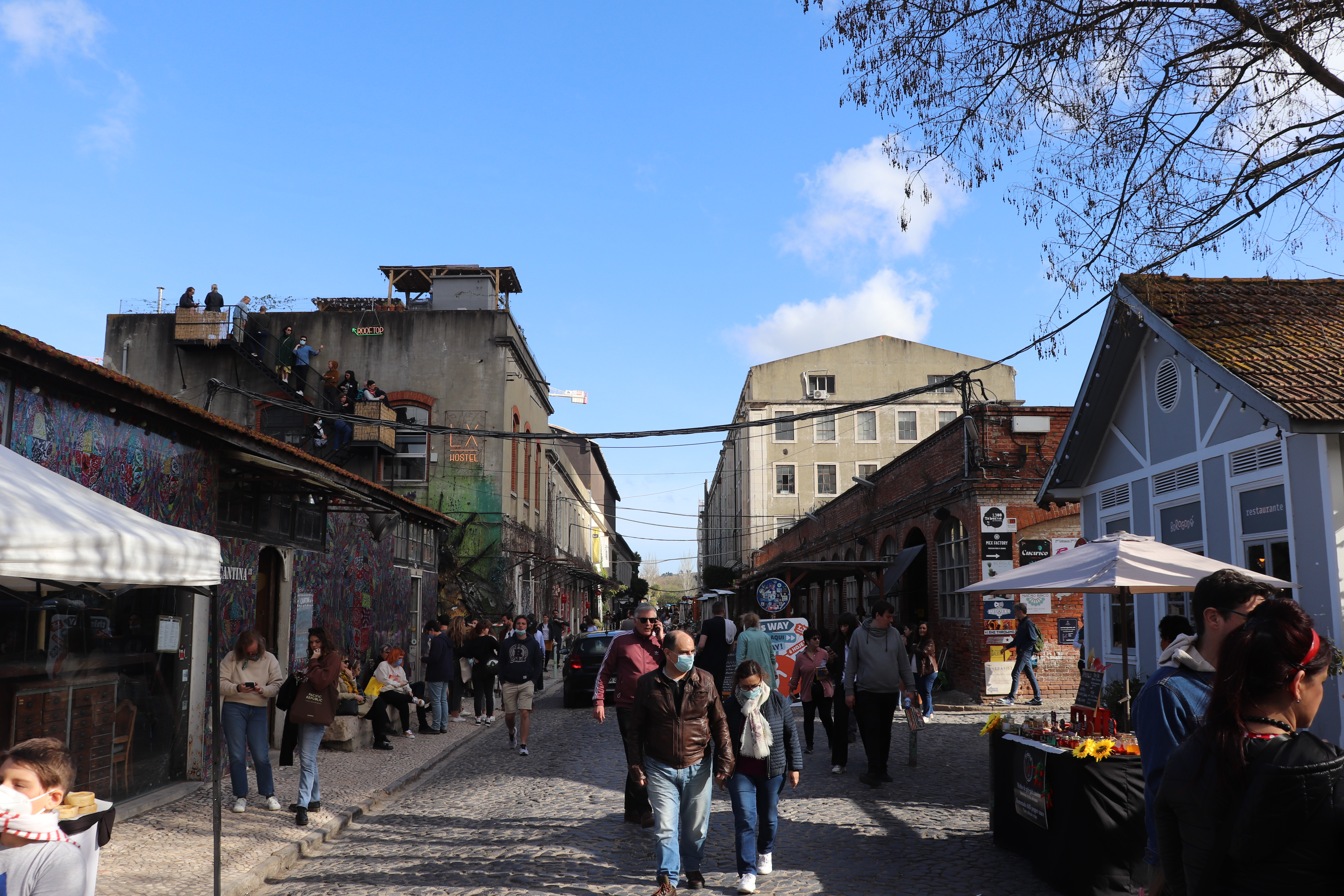
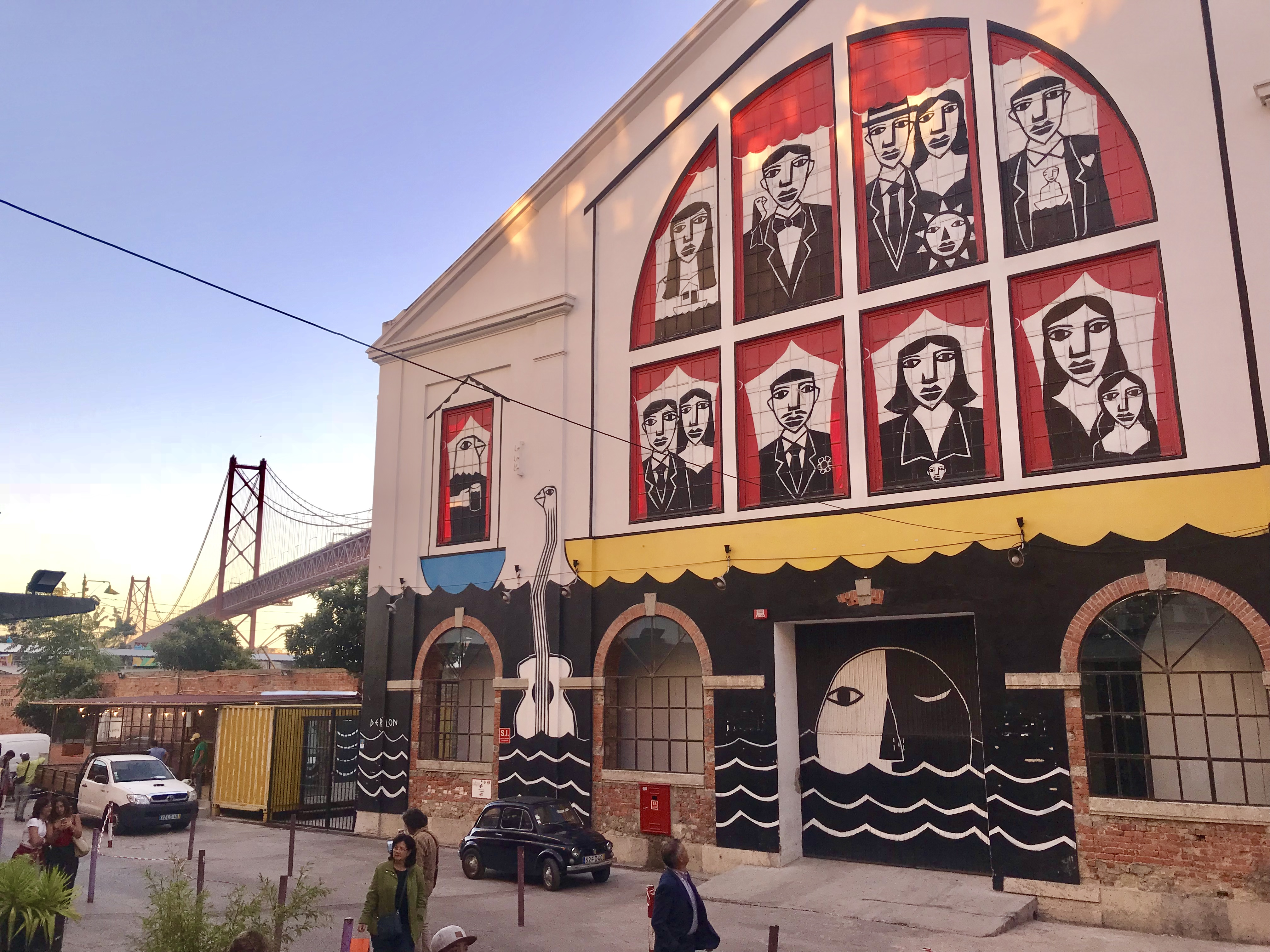
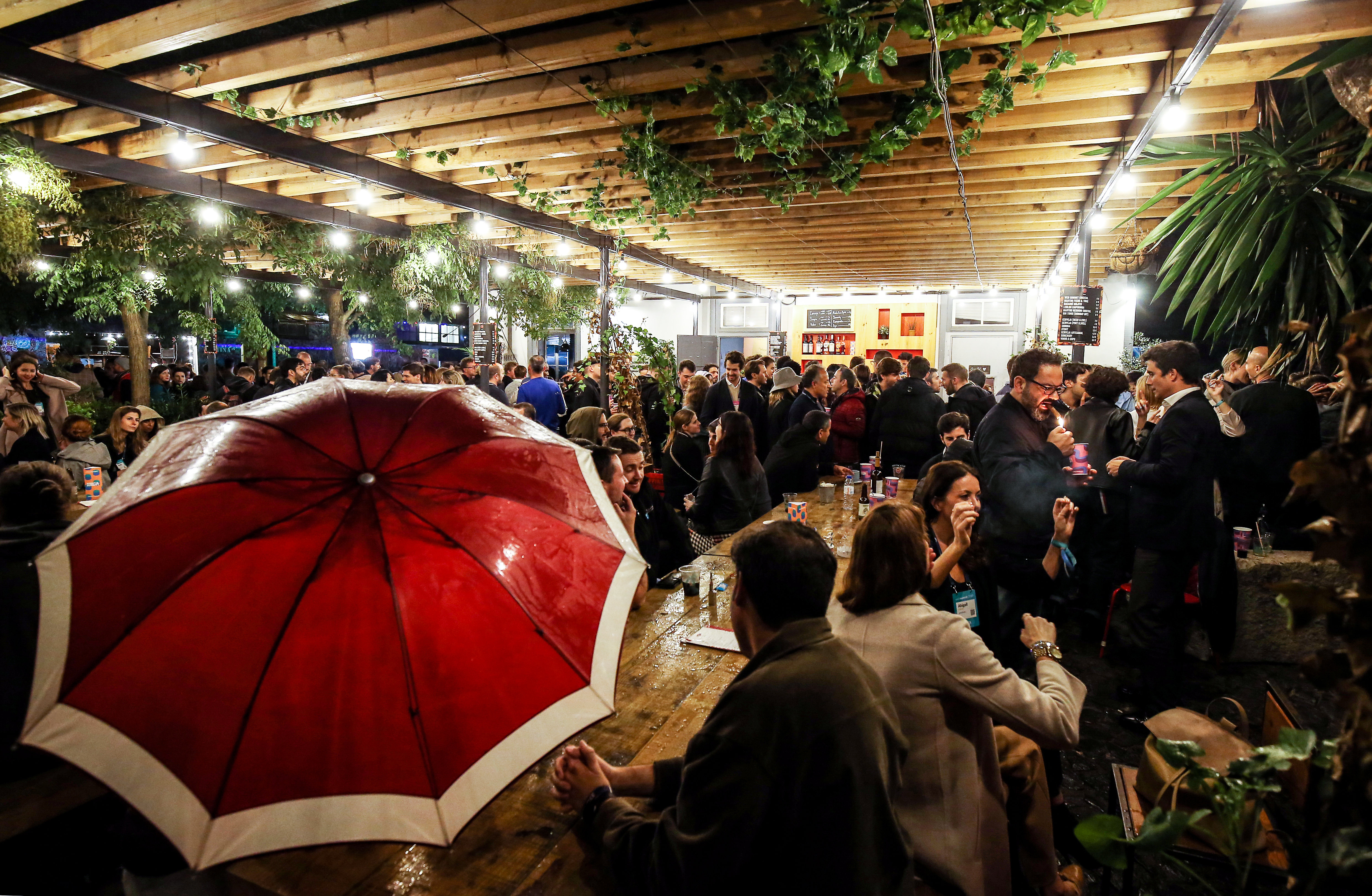
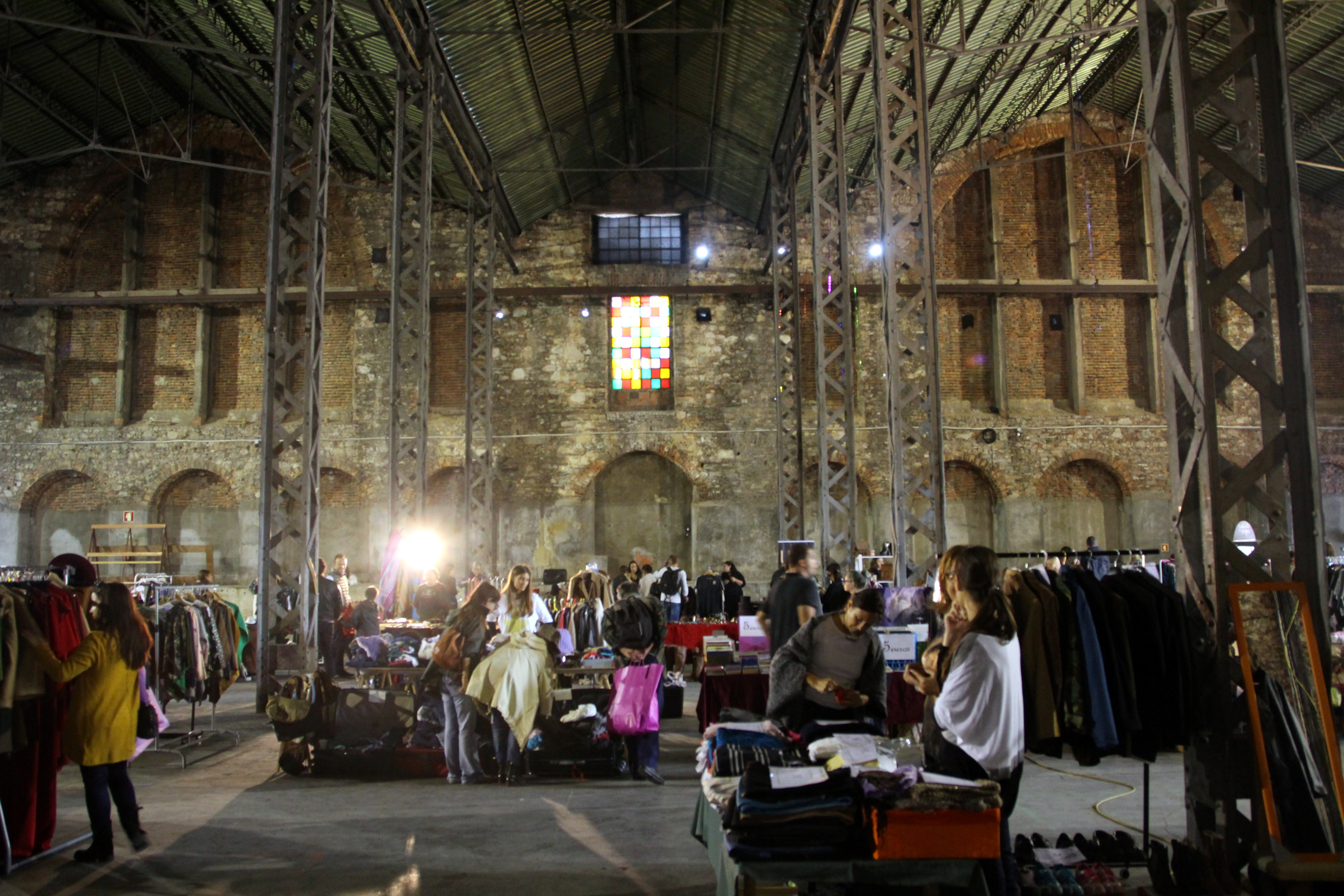